# Kyrksæterøra
Kyrksæterøra est le centre administratif de la municipalité de Heim dans le Comté de Trøndelag en Norvège.
Le village est situé dans le fjord de Hemnfjorden (en), et ses maisons sont uniquement de couleur blanche.
En 2018 sa population était de 2 526 habitants.

## Galerie

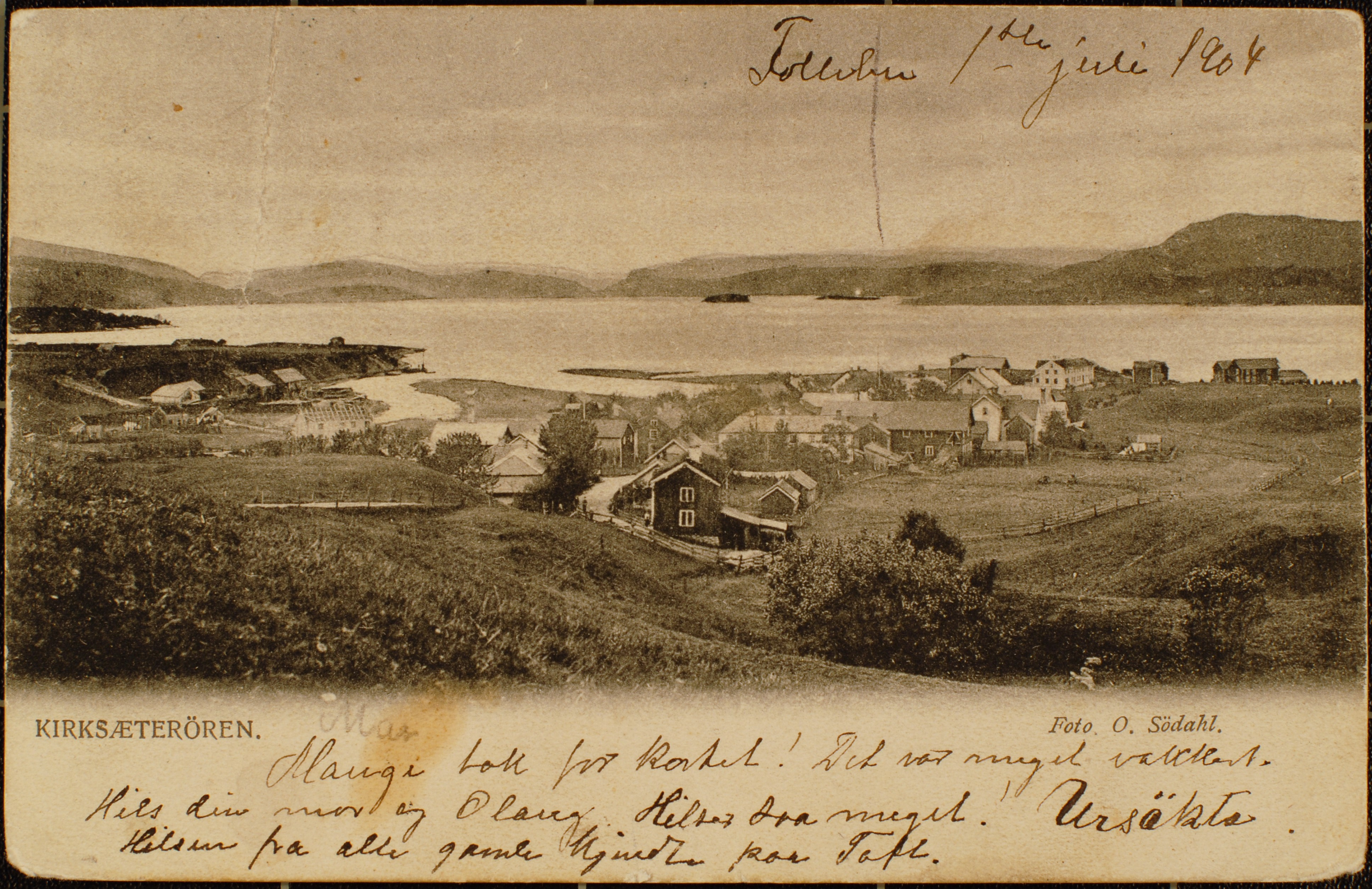
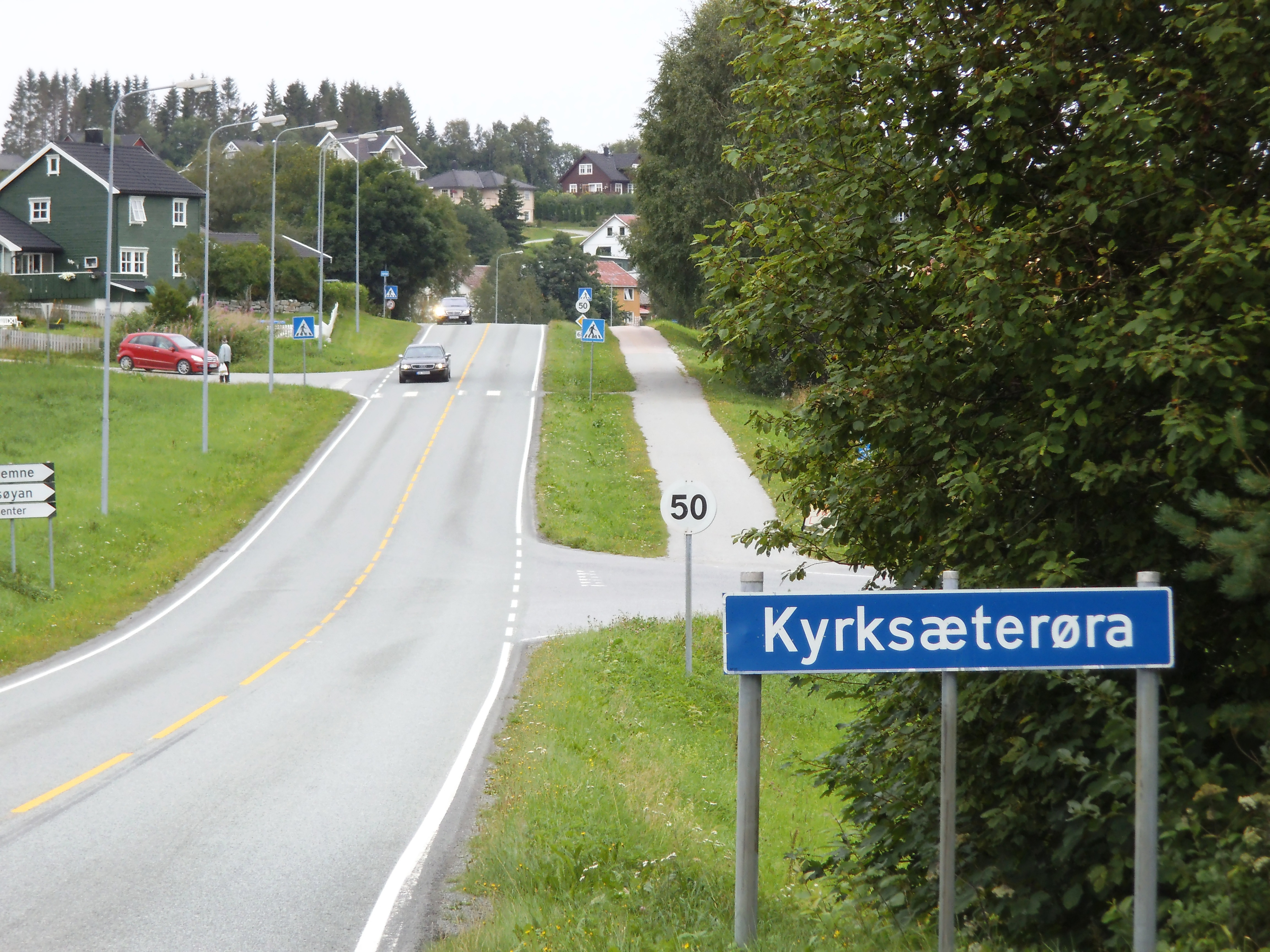
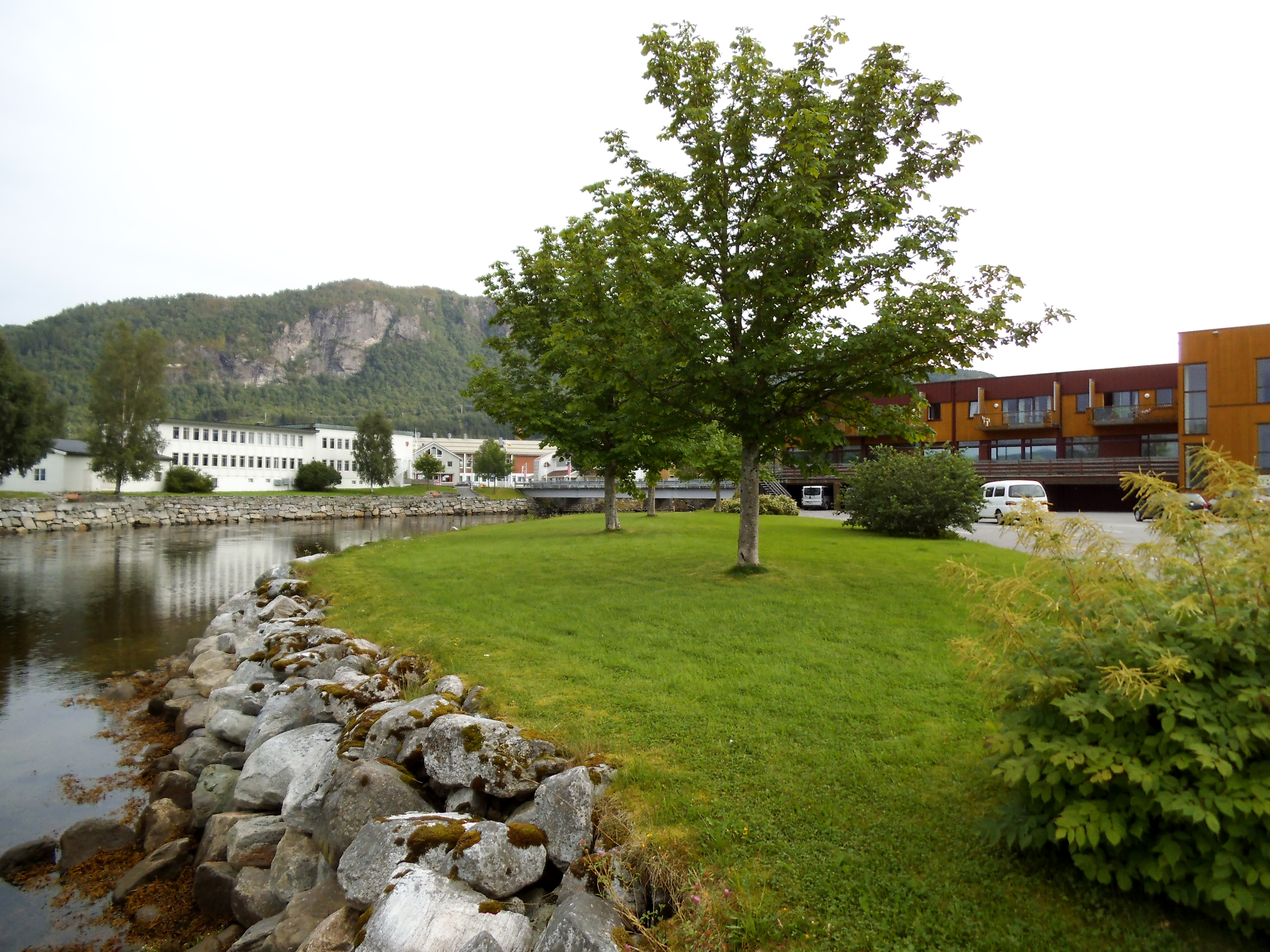
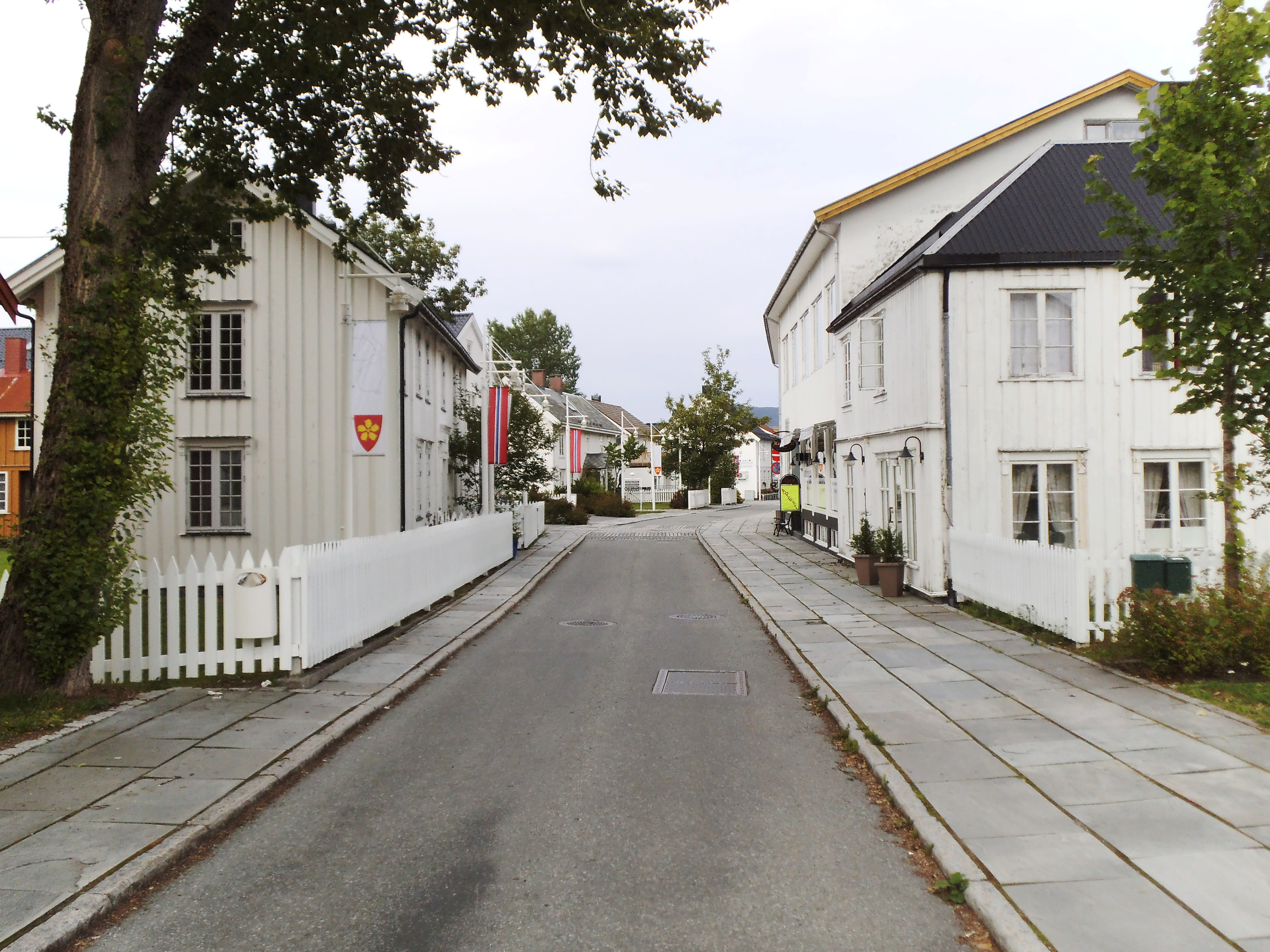
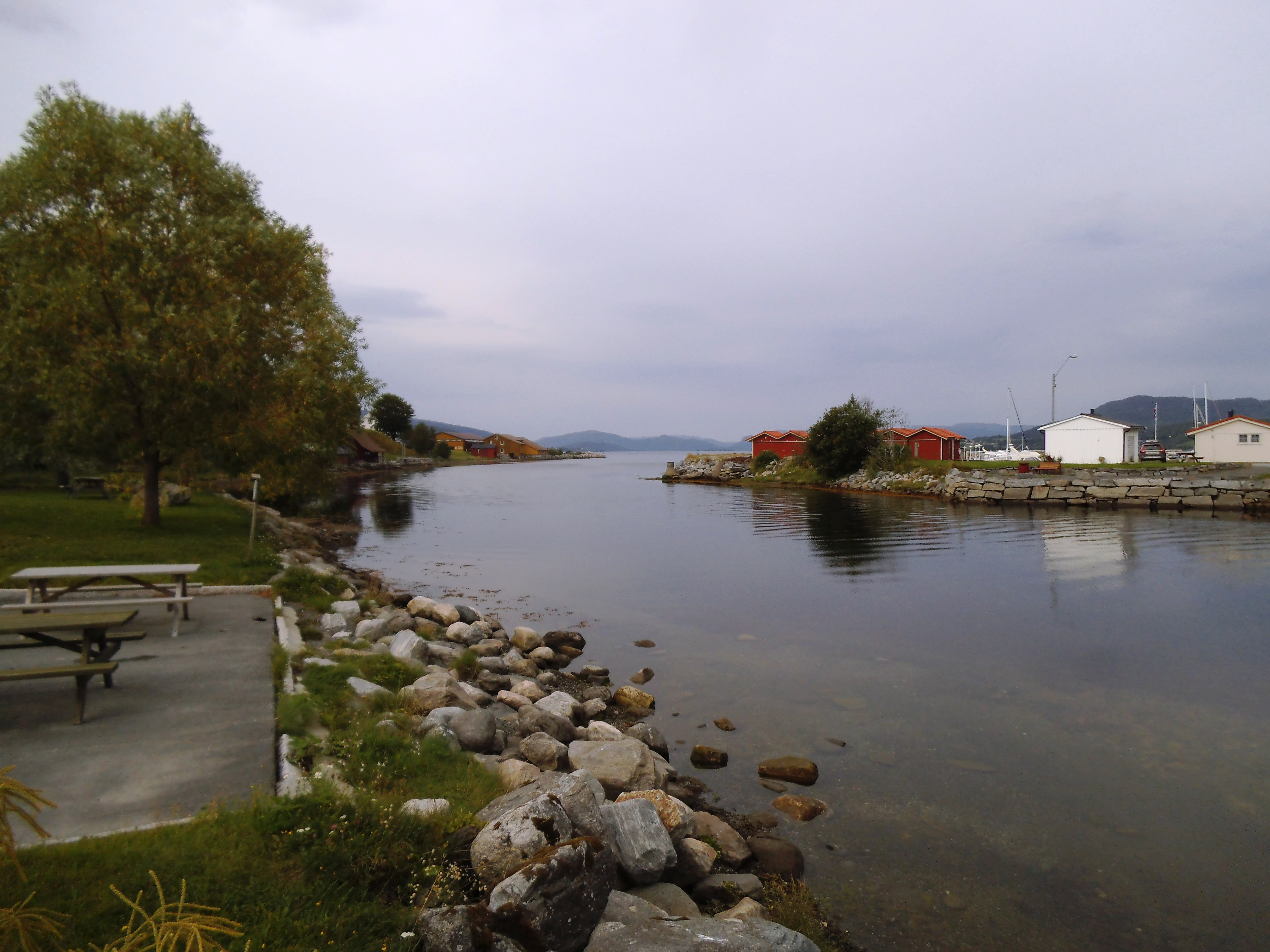